# 昂韦克
昂韦克（法語：Hanvec，法語發音：[ɑ̃vɛk]）是法国菲尼斯泰尔省的一个市镇，位于该省中部偏北，属于布雷斯特区。

## 地理
昂韦克（48°19'41"N, 4°9'40"W）面积59.11 平方千米，位于法国布列塔尼大區菲尼斯泰尔省，该省份为法国最西部的省份，位于布列塔尼半岛西部，北西南三面环大西洋，东临阿摩尔滨海省和莫尔比昂省。
与昂韦克接壤的市镇（或旧市镇、城区）包括：伊尔维亚克、勒福、蓬德比莱基梅尔、洛佩雷克、锡赞、圣埃卢瓦、奥皮塔康夫鲁。

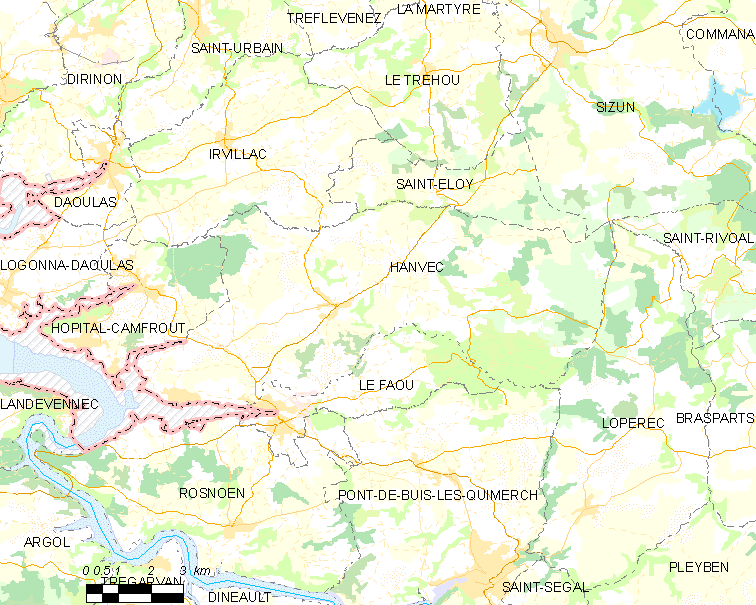
昂韦克的OSM定位图

昂韦克的时区为UTC+01:00、UTC+02:00（夏令时）。

## 行政
昂韦克的邮政编码为29460，INSEE市镇编码为29078。

## 政治
昂韦克所属的省级选区为蓬德比莱基梅尔县。

## 人口

1962-2008年间昂韦克人口变化图示

昂韦克于2022年1月1日时的人口数量为2035人。